# Allen Peak
Der Allen Peak ist ein 1880 m hoher Berg im westantarktischen Ellsworthland. Er ragt 8 km westlich des Mount Wyatt Earp auf und bildet das nördliche Ende des Hauptkamms Sentinel Range des Ellsworthgebirges.
Der US-amerikanische Polarforscher Lincoln Ellsworth entdeckte den Berg bei seinem Transantarktisflug am 23. November 1935. Das Advisory Committee on Antarctic Names benannte ihn nach Robert J. Allen Jr., zwischen 1950 und 1979 Kartograf mit dem Spezialgebiet Antarktis und späterer Berater des United States Geological Survey, der 1962 an der Erstellung einer Landkarte des Gebiets um den Berg beteiligt war.